# Der Abflug

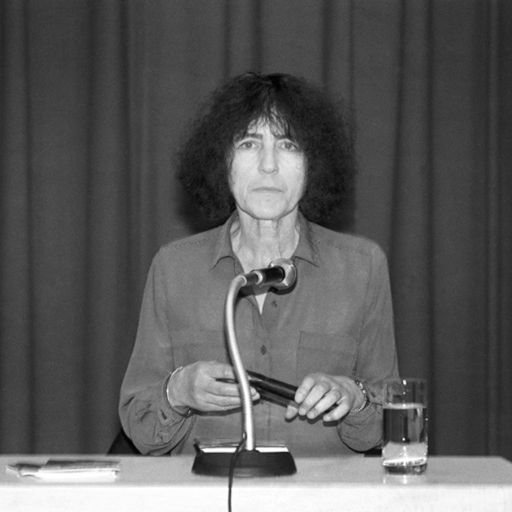
Gabriele Wohmann (1992)

Der Abflug ist eine kleine Erzählung von Gabriele Wohmann, die 1960 in der Kurzgeschichtensammlung Sieg über die Dämmerung bei Piper in München erschien.

## Inhalt
Die Arbeiterin Genoveva schraubt in der Fabrik Fahrräder zusammen. Nach der Arbeit sucht sie regelmäßig den bescheidenen Tierpark in der Nähe des Felsenkellers auf. Laura bewirtschaftet letztere Gaststätte. Der Bierwagenfahrer Wotan weiß nicht, ob er seine Verlobte Laura heiraten soll. Zu Lauras Stammgästen gehört noch ein pensionierter Omnibusfahrer. Genoveva kehrt nicht im Felsenkeller ein, ohne bei der Gelegenheit die Voliere ihres Vogels aufzusuchen. Der Hühnervogel ist so eine Fasanenart mit schwarzen Federn, schmuddelig-weißem Brustgefieder und dunkelrotem Kopf.  Als der Fasan über Nacht stirbt, hat Laura Mitleid mit Genoveva und lässt den Vogel von einem alten Förster ausstopfen.
Genoveva will ihren Wunschtraum verwirklichen; in ihr Land zusammen mit dem Fasan, der auch von dorther stammt, heimkehren. Die Reise mit dem titelgebenden Abflug wird von Genoveva vorbereitet. Sie zeichnet eine Karte ihres Landes mit seinen Hügeln, Tälern, Flüssen, Seen und der Meeresküste. In Genovevas Land gibt es keine einzige Stadt.
Die verschlossene Genoveva, die als eingebildet gilt, die bisher noch nie mit der Arbeiterin am benachbarten Arbeitsplatz ein Wort gewechselt hat, nimmt endlich allen Mut zusammen und lädt jene Kollegin nach der Schicht zu einem Besuch der Voliere ihres gefiederten Lieblings ein.
Angesichts des ausgestopften Fasans in der Voliere wird Genoveva von der Wirklichkeit eingeholt. Gabriele Wohmann gelingt ein versöhnlicher Schluss: Genoveva – im Kreise ihrer guten Bekannten, als da sind Laura, Wotan, der pensionierte Busfahrer, dessen Frau und die andere Maschinenarbeiterin – ruft aus: „Er hat die Flügel ausgebreitet, er will fliegen.“

## Rezeption
- Bei Ferchl wird der Text unter „Ausbruchsversuche aus der Arbeitswelt mittels der Phantasie“ untersucht.
- Nach Häntzschel[3] ist die Darstellung einer Arbeiterin bei Gabriele Wohmann die Ausnahme.

### Erstausgabe
Verwendete Ausgabe
- Der Abflug S. 25–49 in Gabriele Wohmann: Sieg über die Dämmerung. Erzählungen. 155 Seiten. Piper (Serie Piper Nr. 98), München 1960 (Aufl. 1974), ISBN 3-492-00398-2 (enthält noch: Im Irrgarten.  Wir hatten so viel vor. Die Friedfertigen. Sie sind alle reizend. Ein ganz uraltes Vorhaben. Hartes Laub. Der Neger. Im Tunnel. Der Strom. Muränenfang. In einem dürren Sommer. Hinter dem Pfeiler. Käme doch Schnee. Der Spaziergang. Traumtag. Der Antrag. Grün ist schöner. Elstern)

### Sekundärliteratur
- Der Abflug. S. 31–35 in: Irene Ferchl: Die Rolle des Alltäglichen in der Kurzprosa von Gabriele Wohmann. 117 Seiten. Bouvier Verlag, Bonn 1980, ISBN 3-416-01542-8
- Günter Häntzschel, Jürgen Michael Benz, Rüdiger Bolz, Dagmar Ulbricht: Gabriele Wohmann. Verlag C. H. Beck, Verlag edition text + kritik, München 1982, Autorenbücher Bd. 30, 166 Seiten, ISBN 3-406-08691-8

## Anmerkung
1. ↑  Gabriele Wohmann benennt Genovevas Land nicht. In ihm kommen garantiert keine Fahrradfabriken vor. Nennen wir es Land der Phantasie.